# 苏联国防部中央档案馆
苏联国防部中央档案馆 (TsAMO RF, ЦАМО РФ) 位于莫斯科州波多利斯克。保存了苏联从1941年直至解体的主要军事档案文献。隶属于苏军后勤部。
1936年7月2日国防人民委员部设立档案部。1941年疏散到奥伦堡州布祖盧克。1946年迁入现馆址（原波多利斯克步兵与炮兵学校校址）。1992年战备馆在萨拉托夫州普加喬夫建成。 2008年3月据新闻媒体报道在波多利斯克的馆址移交给地方政府。
TsAMO保存了90,000箱18,600,000卷档案。